# نوربرت آیلنفلد
نوربرت آیلنفلد (انگلیسی: Norbert Eilenfeldt؛ زادهٔ ۱۷ فوریهٔ ۱۹۵۶) بازیکن فوتبال اهل آلمان است.
از باشگاه‌هایی که در آن بازی کرده‌است می‌توان به باشگاه فوتبال شالکه ۰۴، باشگاه فوتبال کایزرسلاوترن، و باشگاه فوتبال آرمینیا بیله‌فلد اشاره کرد.

## یادکرد ویکی‌پدیا
- مشارکت‌کنندگان ویکی‌پدیا. «Norbert Eilenfeldt». در دانشنامهٔ ویکی‌پدیای انگلیسی، بازبینی‌شده در ۱۳ آوریل ۲۰۲۲.